# Soriculus
Soriculus — рід землерийок, що походить з Азії.

## Таксономія
Рід Soriculus входить до триби Nectogalini. Раніше цей рід охоплював ще кілька сучасних видів, але зараз їх перемістили в інші роди, такі як Chodsigoa та Episoriculus. Колись сюди також були включені види з вимерлого європейського роду Asoriculus. Наразі рід містить вимерлі види Soriculus kashmiriensis і Soriculus kubinyiхоча в його описі S. kashmiriensis був відзначений як найбільш близький до видів, які зараз включені в рід Chodsigoa. Дослідження ДНК підтвердило тісну спорідненість Soriculus з недавно вимерлими землерийками Asoriculus і Nesiotites з Європи.